# Eccellenza Trentino-Alto Adige 2006-2007
Il campionato di Eccellenza Trentino-Alto Adige 2006-2007 è stato il sedicesimo organizzato in Italia. Rappresenta il sesto livello del calcio italiano.
Questi sono i gironi organizzati dal comitato regionale della regione Trentino-Alto Adige, ove il campionato è anche noto con il nome tedesco di Oberliga (letteralmente "lega superiore").

## Stagione
Il campionato di Eccellenza 2006-2007 del Trentino-Alto Adige ha visto la partecipazione di 16 squadre.
L'Alta Vallagarina ha vinto il girone con 60 punti ed ha ottenuto la promozione diretta in Serie D.
Secondo in classifica l'Alense, ammesso ai play-off per la promozione, ma eliminato nella sfida contro la Novese al primo turno.
Ultime tre, quindi retrocesse in Promozione, sono state Comano Terme Fiavè, Salurn e Natz.

## Squadre partecipanti
| Squadra                         | Città                       |
| ------------------------------- | --------------------------- |
| U.S.D. Alense Vivaldi           | Ala (TN)                    |
| U.S. Alta Vallagarina           | Volano (TN)                 |
| U.S.D. Arco                     | Arco (TN)                   |
| U.S. Benacense 1905 Riva        | Riva del Garda (TN)         |
| S.S.V. Brixen                   | Bressanone (BZ)             |
| U.S. Comano Terme e Fiavè       | Ponte Arche (TN)            |
| F.C. Meran                      | Merano (BZ)                 |
| A.S.D. Mori Santo Stefano       | Mori (TN)                   |
| S.V. Natz                       | Naz (BZ)                    |
| A.F.C. Obermais                 | Merano (BZ)                 |
| U.S. Rovereto                   | Rovereto (TN)               |
| A.S.V. Salurn Raiffeisen        | Salorno (BZ)                |
| F.C.D. Sankt Pauls              | Appiano (BZ)                |
| S.C.D. Sport Club Sankt Georgen | San Giorgio di Brunico (BZ) |
| A.S.V. Stegen Harpf             | Stegona di Brunico (BZ)     |
| U.S. Vallagarina                | Villa Lagarina (TN)         |

## Classifica finale
|  | Pos. | Squadra            | Pt | G  | V  | N  | P  | GF | GS | DR  |
|  | ---- | ------------------ | -- | -- | -- | -- | -- | -- | -- | --- |
|  | 1.   | Alta Vallagarina   | 60 | 30 | 16 | 12 | 2  | 49 | 21 | +28 |
|  | 2.   | Alense             | 57 | 30 | 16 | 9  | 5  | 47 | 22 | +25 |
|  | 3.   | Vallagarina        | 56 | 30 | 15 | 11 | 4  | 47 | 24 | +23 |
|  | 4.   | Obermais           | 46 | 30 | 13 | 7  | 10 | 47 | 44 | +3  |
|  | 5.   | Rovereto           | 45 | 30 | 11 | 12 | 7  | 43 | 33 | +10 |
|  | 6.   | Mori S.Stefano     | 42 | 30 | 11 | 9  | 10 | 50 | 47 | +3  |
|  | 7.   | Arco               | 40 | 30 | 11 | 7  | 12 | 34 | 30 | +4  |
|  | 8.   | St. Georgen        | 39 | 30 | 10 | 9  | 11 | 40 | 39 | +1  |
|  | 9.   | Meran              | 39 | 30 | 9  | 12 | 9  | 33 | 35 | -2  |
|  | 10.  | Benacense 1905     | 38 | 30 | 9  | 11 | 10 | 39 | 38 | +1  |
|  | 11.  | Stegen             | 38 | 30 | 9  | 11 | 10 | 28 | 30 | -2  |
|  | 12.  | Brixen             | 38 | 30 | 9  | 11 | 10 | 33 | 44 | -11 |
|  | 13.  | St. Pauls          | 31 | 30 | 8  | 7  | 15 | 34 | 53 | -19 |
|  | 14.  | Comano Terme Fiavè | 28 | 30 | 7  | 7  | 16 | 38 | 48 | -10 |
|  | 15.  | Salurn             | 27 | 30 | 5  | 12 | 13 | 23 | 41 | -18 |
|  | 16.  | Natz               | 19 | 30 | 4  | 7  | 19 | 31 | 67 | -36 |

## Verdetti finali
- Alta Vallagarina promossa in Serie D 2007-08.
- Comano Terme Fiavè, Salurn e Natz retrocedono in Promozione 2007-08.